# Standarte Nordland

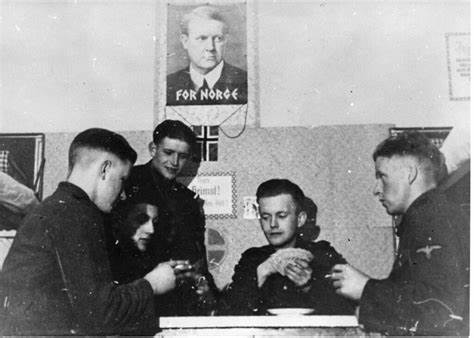
Noorse leden van Standarte Nordland

Standarte Nordland was een divisie van de Waffen-SS tijdens de Tweede Wereldoorlog die bestond uit Denen en Noren die vrijwillig in dienst getreden waren bij de Waffen-SS.

## Divisie Wiking
Kort na de Duitse bezetting van Denemarken op 9 april 1940 werden Deense staatsburgers geworven voor de SS-Standarte Nordland. In mei 1940 reisden ongeveer 200 Denen naar Klagenfurt in Oostenrijk, waar een bataljon voornamelijk bestaande uit Denen en Noren zou worden opgeleid. Sommige Denen waren echter van mening dat ze onder valse voorwendselen waren gerekruteerd en keerden al snel naar huis terug. De overgeblevenen en nieuwe rekruten werden in november 1940 opgenomen in de nieuw opgerichte SS-divisie Wiking als het regiment Nordland.
In mei 1943 werden twee bataljons van het regiment voornamelijk bestaande uit Deense en Noorse vrijwilligers overgeplaatst naar de 11e SS-Vrijwilligers-Panzergrenadierdivisie Nordland. Enkele honderden Deense vrijwilligers vochten in de Wiking divisie tot het einde van de oorlog.